# Euphyia californiata
Euphyia californiata là một loài bướm đêm trong họ Geometridae.